# Paralelo 21 S
O Paralelo 21 S é o paralelo no 21° grau a sul do plano equatorial terrestre.
Começando pelo Meridiano de Greenwich e tomando a direção leste, o paralelo 21° Sul passa por:
| País, território ou mar | Notas |
| ----------------------- | --- |
| Oceano Atlântico        | |
| Namíbia                 | |
| Botswana                | |
| Zimbabwe                | |
| Moçambique              | |
| Oceano Índico           | Canal de Moçambique |
| Madagáscar              | |
| Oceano Índico           | |
| França                  | Ilha da Reunião |
| Oceano Índico           | |
| Austrália               | Austrália Ocidental Território do Norte Queensland |
| Oceano Pacífico         | Mar de Coral, passando junto das Ilhas do Mar de Coral, da Austrália |
| Nova Caledônia          | |
| Oceano Pacífico         | |
| Nova Caledônia          | Ilha Lifou |
| Oceano Pacífico         | Passa a norte da ilha Tongatapu, Tonga · Passa a norte da ilha Rarotonga, Ilhas Cook · Passa a sul do atol Anuanuraro, Polinésia Francesa · Passa a norte do atol Anuanurunga, Polinésia Francesa · Passa a norte do atol Nukutepipi, Polinésia Francesa |
| Chile                   | |
| Bolívia                 | |
| Paraguai                | |
| Brasil                  | Mato Grosso do Sul São Paulo Minas Gerais Rio de Janeiro Espírito Santo |
| Oceano Atlântico        | |